# 不沈空母

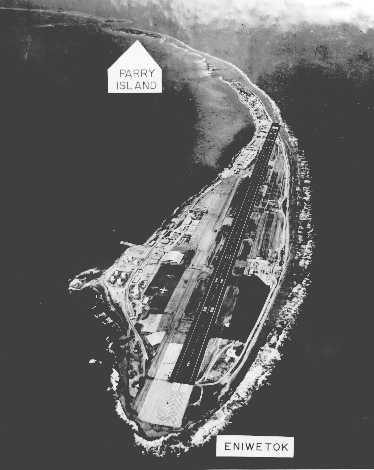
典型的な「不沈空母」であるエニウェトク環礁にある、アメリカ軍の滑走路の空撮写真。

不沈空母（ふちんくうぼ、英語: unsinkable aircraft carrier、沈まない航空母艦）は、軍事力の戦力投射を拡張的に展開できる、すなわち、仮想敵により近い場所にある自軍が支配している陸地、特に、地理上の島、ないしは、政治的意味で周囲から孤立した地域を指す比喩表現。こうした場所は、軍用飛行場として機能させることができ、また、物理的に破壊することが困難な陸地であり、事実上、動かないものの沈むことのない航空母艦と同様のものとなる。

## 第二次世界大戦
「unsinkable aircraft carrier」という表現は、当初は、第二次世界大戦中、大洋を間に挟んでの日本との太平洋戦争において、アメリカ空軍の爆撃機のために軍用飛行場を設置できる可能性がある戦略的に重要な太平洋の島々や環礁を指していた。日本でも航空母艦に対峙する島嶼の陸上基地を指して「不沈空母」ないし「不沈航母」と称することがあった。南西太平洋方面において、アメリカ軍は飛び飛びに数多くの島々を経由するアイランドホッピング作戦を展開し、そうした島々を守備していた日本軍を駆逐した。アメリカ海軍の建設工兵隊（シービー）は、対日作戦支援のために、迅速に、しばしば何もない状態の場所にゼロから、滑走路を建設することとなり、ときには環礁全体が滑走路に覆われることもあった。
現在のマルタ共和国となる以前の英領マルタや、当時は軍用飛行場であったケプラヴィーク国際空港のあるアイスランドは、第二次世界大戦中に不沈空母と表現されることがあり、特にマルタは枢軸国側から攻撃の的とされた（マルタ包囲戦）。

## 冷戦期
アメリカ軍（アメリカ合衆国連邦政府）は、国共内戦後の台湾や、冷戦期におけるブリテン諸島（イギリス）や日本列島（日本）をアメリカ合衆国の「不沈空母」と見なしていたと考えられている。ジョージ・オーウェルの小説『1984年』の作中では、イギリスにあたる地域が「エアストリップ・ワン (Airstrip One)」（エアストリップは、滑走路、特に代替滑走路の意）と称されている。
1950年代以降、日本では、米軍基地の集中する琉球諸島（沖縄県）を指して「不沈空母」に準える表現が用いられることがあった。
冷戦末期の1980年代初頭、アメリカ合衆国国務長官であった退役大将アレクサンダー・ヘイグは、イスラエルを、「世界最大の沈むことのないアメリカ軍空母 (the largest American aircraft carrier in the world that cannot be sunk.)」だと表現した。
1983年（昭和58年）、日本の内閣総理大臣であった中曽根康弘は、アメリカ合衆国を訪問した際にワシントン・ポスト社主との朝食会に臨み、ソビエト連邦からの爆撃機による攻撃の脅威に対抗し、資本主義国家（西側諸国）を支援するため、日本は太平洋における「不沈空母」にすると発言した。この発言は、通訳の意訳から生じた誤解に基づくものともされていたが、中曽根自身は発言を否定せずに追認し、その後も、自らその言葉を使ったと述べている。2017年（平成29年）1月12日に外務省が公開した外交文書によれば、中曽根が確かに日本列島について「不沈空母のように強力に防衛する」と述べていたことが、改めて確認された。

## 冷戦期以降
中国の江沢民総書記（国家主席）は、1998年8月に外国に駐在する特命全権大使などの外交当局者を集めた会議で、「アメリカ合衆国は台湾を自らの不沈空母と見なしている」「日本に対しては、台湾問題をとことん言い続けるとともに、歴史問題を終始強調し、しかも永遠に言い続けなければならない」と指示を出した。
南シナ海の南沙諸島海域における中華人民共和国の人工島建設に関連する報道では、暗礁を埋め立て滑走路を備えた人工島を、不沈空母に準える表現が用いられる例がある。

## 比喩ではない「不沈空母」の構想
第二次世界大戦中の1942年にイギリスは、切り出した氷山（後にパイクリートに変更）を船体とする氷山空母とすれば損傷部の修復を無尽蔵にある海水で行えることから、『理論上は沈まない』航空母艦が実現するとして、氷山空母の研究プロジェクト『ハバクック計画』を進めていた。ハバクック計画では、220万トンの排水量を持つ船体（に相当する氷山）で150機の双発爆撃機を搭載するというデザインで模型が制作され、パイクリートの強度テストも行われたが、費用面の問題から、実際に建造されることはなかった。
1944年（昭和19年）に完成した、大日本帝国海軍の航空母艦「大鳳（たいほう）」は、戦時の経験を活かし、防御を強化した実戦的な不沈空母といわれたが、初陣のマリアナ沖海戦で雷撃を受け、燃料の漏洩から爆発を起こし、沈没した。当時の大日本帝国海軍の空母では、「赤城」や、未完成の「信濃」も「不沈空母」と称されることがあったが、いずれも太平洋戦争で沈没している。こうした、実際には撃沈された「不沈空母」は、「幻の不沈空母」と称されることがある。